# Nikolai Semjonowitsch Tichonow

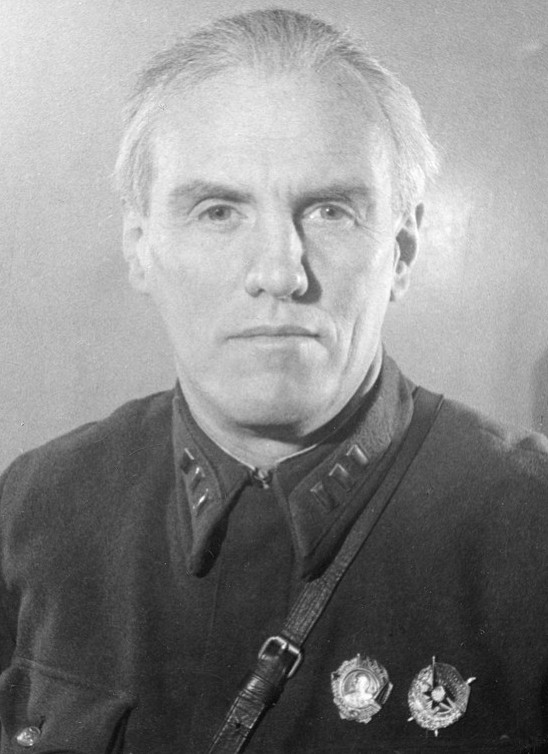
Nikolai Tichonow (1942)

Nikolai Semjonowitsch Tichonow (russisch Николай Семёнович Тихонов; * 22. Novemberjul. / 4. Dezember 1896greg. in Sankt Petersburg; † 8. Februar 1979 in Moskau) war ein sowjetischer Schriftsteller.

## Leben
Tichonow war Soldat im Ersten Weltkrieg und danach auf Seiten der Roten Armee im russischen Bürgerkrieg. In den 1920er und 1930er Jahren unternahm er mehrere große Reisen durch Asien und Europa. Er nahm am Winterkrieg teil und hielt sich während der Belagerung von Leningrad in der Stadt auf. Seine Prosa und Gedichte sind von diesen Kriegs- und Reiseerfahrungen geprägt.
Tichonow war Mitglied der Serapionsbrüder und veröffentlichte regelmäßig in Krasnaja now. Ab 1934 war er Funktionär des sowjetischen Schriftstellerverbandes, ab 1946 gehörte er dem Obersten Sowjet der UdSSR an. Von 1949 bis 1979 war er Vorsitzender des Friedenskomitees der Sowjetunion. 1957 wurde ihm der Lenin-Friedenspreis verliehen.

## Werke in deutscher Übersetzung
- Heldenlied von den achtundzwanzig Gardisten. Deutsche Nachdichtung von Hugo Huppert. Moskau: Verlag für fremdsprachige Literatur 1943.
- Gedichte. Übersetzt von A. E. Thoss. Potsdam: Rütten & Loening 1950.
- Der tapfere Partisan. Übersetzung: Wolfgang Müller. Vor- und Nachwort: Horst Bülter. Illustration: Kurt Zimmermann. Berlin: Kinderbuchverlag 1951.
- Erzählungen aus Pakistan. Übersetzt von Josefine Kieseritzky. Berlin: Rütten & Loening 1952.
- Das weisse Wunder von Kaschmir. Roman. Übersetzt von Petra Sandberg. Berlin: Verlag Kultur und Fortschritt 1958.
- Wie Diamanten fallen die Sterne. Balladen. Zweisprachige Ausgabe. Hg. u. mit einem Nachwort von Ingrid Schäfer. Nachgedichtet von Uwe Grüning.